# Allocreadium neotenicum
Allocreadium neotenicum är en plattmaskart. Allocreadium neotenicum ingår i släktet Allocreadium och familjen Allocreadiidae. Inga underarter finns listade i Catalogue of Life.